# Bebé bonita
«Bebé bonita» — es una canción interpretada por el dúo venezolano Chino & Nacho junto al británico Jay Sean, es el segundo sencillo de la tercera placa discográfica de los ganadores del Grammy Latino e inglés titulada Supremo fue lanzado a nivel mundial el 8 de marzo de 2012 junto al videoclip.

## Composición
«Bebe bonita» es una canción dance producida por Reggi El Auténtico Un joven productor venezolano del sello Mackediches Records el tema es una combinación de ritmos entre dance-pop y algunos elementos de house Mezclado por Sean Phelan, fue escrita inicialmente por Miguel Ignacio Mendoza y luego por Jay Sean el tema está basado en una continuación al tema que hizo conocer al dúo mundialmente como lo fue Mi Niña Bonita en este caso decidieron hacerlo en Spanglish invitando al Londinense Jay Sean el cual se encargó de incrementarle al tema el inglés.

## Vídeo musical

### Grabación
El vídeo musical fue filmado desde el 25 al 30 de enero en la ciudad de Miami producido por Ben de Jesús y dirigido por Marlon Peña, a pocos días de ser publicado el video se posicionó rápidamente en el Hot Ranking del prestigioso canal HTV.

### Trama
La historia del video “Bebé bonita”, comienza con una chica que llega de otro mundo con la misión de hipnotizar a Chino y Nacho y Jay Sean, comenzando su búsqueda hasta que logra conseguirlos en un club donde brindarían un concierto.
La chica con el que primero se topó fue con Nacho, adaptando su prototipo de chico nerd con sus gafas transparentes y cabello recogido, luego con Jay Sean al cual sorprende convirtiéndose en una chica muy sexy con ropa descotada y maquillaje relevante, al último que cautiva es al Chino, fijándole su mirada muy directamente con su prototipo de cabello corto. 
La chica deseada por todos se desaparece y los tres se unen y comparten la misma opinión de la mujer hermosa que observaron.
En el videoclip hace presencia el exitoso artista, productor y compositor Akon quien aparece compartiendo con Chino y Nacho y Jay Sean en el club mientras a su alrededor la gente disfruta bailando al ritmo del Pop-Dance Bebe Bonita
Al final la chica se despierta en la entrada del concierto y se da cuenta de que todo fue un sueño.

## Interpretaciones en vivo
El 11 de marzo de 2012 Chino y Nacho y Jay Sean hicieron la interpretación del tema «Bebe bonita» en Nuestra Belleza Latina fue transmitido en vivo por el canal Univisión y el mes siguiente lo hicieron en el programa Pa´lante con Cristina.

## Formatos
- Sencillo en CD
- Descarga Digital
- Remixes Digitales

1. Bebé bonita Techno Remix By Brass Knuckles
2. Bebé bonita Remix (Ft. J Álvarez)
3. Bebé bonita Remix (ft Yunel Cruz)

## Créditos
- Chino - voz
- Nacho - voz
- Jay Sean - voz
- Miguel Ignacio Mendoza - compositor
- Jesus Alberto Miranda - compositor
- Kamaljit Singh Jhooti - compositor
- Reggi Aponte - Productor - Compositor - Arreglista

- Datos: Q5494808